# Nhà nước Hà Lan tranh kiện pháp lý với Tổ chức Urgenda
Nhà nước Hà Lan tranh kiện pháp lý với Tổ chức Urgenda (tiếng Hà Lan: De Staat Der Nederlanden v. Stichting Urgenda; tiếng Anh: State of the Netherlands v. Urgenda Foundation) là một vụ kiện pháp lý tại Tòa án tối cao Hà Lan năm 2019 liên quan đến những nỗ lực nhằm hạn chế lượng khí thải Cacbon dioxide trong khí quyển Trái Đất. Vụ kiện được đưa ra chống lại chính phủ Hà Lan vào năm 2013, lập luận rằng chính phủ đã không đáp ứng mục tiêu giảm phát thải cacbon dioxide tối thiểu do các nhà khoa học thiết lập để ngăn chặn biến đổi khí hậu có hại, đang gây nguy hiểm cho quyền con người của công dân Hà Lan theo luật pháp quốc gia và Liên minh châu Âu. Phán quyết ban đầu diễn ra vào năm 2015, yêu cầu chính phủ phải đạt mục tiêu giảm phát thải xuống còn 25% bằng với mức của năm 1990 vào năm 2020, phán quyết đã được duy trì thông qua Tòa án Tối cao về kháng cáo, khẳng định rằng việc giảm phát thải của chính phủ Hà Lan là cần thiết để bảo vệ quyền con người. Đó là trường hợp sai lầm dân sự đầu tiên của một chính phủ liên quan đến việc giải quyết vấn đề biến đổi khí hậu dựa trên một nền tảng nhân quyền, là chiến thắng công lý khí hậu đầu tiên.

## Bối cảnh
Ủy ban Liên chính phủ về Biến đổi Khí hậu (IPCC) của Liên Hợp Quốc đã ban hành Báo cáo đánh giá thứ tư IPCC và Báo cáo đánh giá thứ năm IPCC về biến đổi khí hậu trong năm 2007 và 2014. Các báo cáo nhấn mạnh sự cần thiết phải giảm đáng kể lượng khí thải cacbon dioxide trong thời gian ngắn vào năm 2030. Liên minh châu Âu (EU) đã thiết lập mục tiêu cho tất cả các quốc gia thành viên giảm 40% so với mức của năm 1990 vào năm 2030, lần đầu tiên Thỏa thuận Paris năm 2016 đã thiết lập một mục tiêu tương tự trên toàn thế giới. Mỗi quốc gia thành viên, bao gồm cả Hà Lan, đã buộc phải thiết lập các chính sách cấp quốc gia của riêng mình qua Thỏa thuận Paris nhằm đạt được mục tiêu này.
Mặc dù Hà Lan thường được coi là một quốc gia hàng đầu trong nỗ lực hạn chế biến đổi khí hậu vì phần lớn quốc gia nằm ở mức bằng hoặc dưới mực nước biển sẽ bị ảnh hưởng đáng kể khi mực nước biển dâng cao. Trong những năm 2010, các nhà hoạt động khẳng định rằng chính phủ ủng hộ ngành công nghiệp nhiên liệu hóa thạch truyền thống hơn là năng lượng tái tạo, và nước này bắt đầu tụt hậu trong cam kết giảm thiểu biến đổi khí hậu.
The Urgenda Foundation là một nhóm hoạt động khí hậu được thành lập năm 2008 đại diện bởi 886 công dân Hà Lan. Họ đã theo dõi các báo cáo đánh giá IPCC và các báo cáo biến đổi khí hậu khác, cũng như cuộc thảo luận từ luật sư của họ, Robert Cox, trong cuốn sách của ông Revolution Justified năm 2010 mô tả lộ trình tìm kiếm hành động thay đổi khí hậu của chính phủ thông qua công lý khí hậu, ý tưởng rằng nhân quyền bị vi phạm bởi sự thất bại của chính phủ trong việc giảm khí thải và ngăn ngừa biến đổi khí hậu. Tổ chức Urgenda đã viết cho chính phủ Hà Lan kêu gọi họ cam kết giảm 40% nồng độ cacbon dioxide vào năm 2020. Bức thư không chỉ đề cập đến các báo cáo gần đây như đánh giá của IPCC, mà còn yêu cầu chính phủ Hà Lan có nghĩa vụ giảm lượng khí thải để bảo vệ nhân quyền theo chính sách của EU. Đây là trường hợp đầu tiên được biết đến về việc sử dụng luật nhân quyền của EU trong việc thôi thúc hành động của chính phủ đối với biến đổi khí hậu.
Chính phủ đã trả lời, họ cảm thấy mục tiêu này quá mức tích cực so với mục tiêu 30% dự kiến vào năm 2020 mà EU đang phấn đấu đến thời điểm đó và nước này sẽ chỉ cam kết 40% nếu tất cả các quốc gia thành viên khác của EU có thể tái thiết lập cùng mục tiêu.

## Tòa án cấp quận
Tổ chức Urgenda đã kiện nhà nước vào tháng 9 năm 2013, lập luận rằng nhà nước phải cam kết giảm 40% lượng khí thải cacbon dioxide vào năm 2030 hoặc tối thiểu 25% vào năm 2020, ràng buộc bởi luật pháp Hà Lan và EU. Yêu sách của tổ chức Urgenda khẳng định chính phủ phải chịu trách nhiệm quản lý tất cả lượng khí thải cacbon dioxide từ quốc gia này và chính phủ bị ràng buộc bởi luật pháp quốc gia trong việc giảm sự đóng góp của Hà Lan đối với biến đổi khí hậu.
Phiên tòa xét xử vụ kiện được tổ chức vào tháng 4 năm 2015 tại Tòa án cấp quận ở The Hague. Tòa án cấp quận phán quyết vào tháng 6 năm 2015 ủng hộ Tổ chức Urgenda và yêu cầu chính phủ Hà Lan phải giảm 25% lượng khí thải cacbon dioxide từ năm 1990 đến năm 2020. Tòa án nhận thấy từ trước năm 2010, nhà nước đã lên kế hoạch giảm 30% cho đến năm 2020, nhưng kể từ năm 2010, đã thay đổi chính sách của họ và giảm mục tiêu xuống còn 14-17%. Mặc dù nhà nước đã lập luận rằng đóng góp giảm khí thải cacbon dioxide của Hà Lan không cần phải đáng kể như các nước lớn khác, nhưng Tòa án vẫn phán quyết rằng "Nhà nước không nên trốn tránh giải pháp cho vấn đề khí hậu toàn cầu mà nên dựa vào những nỗ lực của riêng Hà Lan. Bất kỳ sự giảm phát thải nào cũng góp phần ngăn chặn biến đổi khí hậu nguy hiểm và là một quốc gia phát triển, Hà Lan nên đi đầu trong việc này." Phán quyết khẳng định rằng chính phủ Hà Lan bị ràng buộc về mặt pháp lý phải giảm khí thải để bảo vệ cuộc sống của con người và chi phí liên quan đến việc giảm 25% không hề cao một cách vô lý. Tòa án đã bày tỏ quan ngại về việc tôn trọng quy trình lập pháp và đặt ra yêu cầu là 25%, mức tối thiểu mà IPCC và các báo cáo khác ước tính là có thể đối với các nước phát triển cần thiết để ngăn chặn biến đổi khí hậu nguy hiểm.

## Tòa án phúc thẩm
Chính phủ Hà Lan đã kháng cáo phán quyết với nhiều hành động trong năm 2018 lên Tòa án phúc thẩm tại Hague. Nhà nước lập luận rằng phán quyết của Tòa án cấp quận đã vượt quá tam quyền phân lập, quyền lực phân lập của Hà Lan, bằng cách tạo ra chính sách môi trường thông qua các phán quyết của nó. Trong kháng cáo này, tổ chức Urgenda nhấn mạnh thêm vấn đề nhân quyền và đưa ra các khẳng định rằng chính phủ Hà Lan bị ràng buộc bởi Điều 2 và 8 của Công ước châu Âu về Nhân quyền (ECHR) để giải quyết vấn đề khí thải mà nhà nước bác bỏ. Tòa án phúc thẩm phán quyết vào tháng 10 năm 2018 giữ nguyên yêu sách giảm phát thải 25%. Tòa án phúc thẩm bác bỏ các lập luận của nhà nước rằng phán quyết này vượt quá sự phân chia quyền lực: phán quyết là không cụ thể và không nêu rõ luật pháp về cách đạt được mục tiêu và vì vấn đề này liên quan đến nhân quyền, bao gồm cả những quyền từ ECHR, các tòa án có thẩm quyền ban hành các phán quyết như vậy.

## Tòa án tối cao
Nhà nước tiếp tục kháng cáo lên Tòa án tối cao Hà Lan. Tòa án Tối cao đã ban hành bác bỏ kháng cáo vào ngày 20 tháng 12 năm 2019 và duy trì yêu cầu mức giảm 25%. Trong phán quyết của Tòa án Tối cao đã khẳng định rằng chính phủ Hà Lan chịu trách nhiệm quản lý lượng khí thải cacbon dioxide cho đất nước và buộc phải bảo vệ nhân quyền. Phán quyết nhắc lại từ phán quyết của Tòa phúc thẩm rằng "mọi quốc gia đều chịu trách nhiệm cho phần của mình" về khí thải.

## Tác động

### Ở Hà Lan
Khi vụ kiện được gửi lên Tòa án Tối cao, chính phủ Hà Lan bắt đầu ban hành các biện pháp nhằm đáp ứng mục tiêu phát thải. Họ đã lên kế hoạch cấm các nhà máy điện than vào năm 2030, chính phủ đã ra lệnh ngừng hoạt động nhà máy Hemweg vào năm 2020, sớm hơn bốn năm so với kế hoạch. Bắt đầu từ các cuộc thảo luận vào tháng 12 năm 2018, chính phủ Hà Lan đã thông qua kế hoạch khí hậu mới vào tháng 6 năm 2019, nhắm mục tiêu giảm 49% lượng khí thải cacbon dioxide vào năm 2030. Kế hoạch này bao gồm đánh thuế đối với các ngành công nghiệp phát thải cacbon dioxide, bắt họ chuyển từ khí đốt sang năng lượng điện thông qua ưu đãi và thay đổi thuế phải trả nếu họ thay đổi sớm nhất vào năm 2025.
Ngay cả khi có việc ban hành nhiều thay đổi, Cơ quan đánh giá môi trường Hà Lan đã báo cáo vào tháng 1 năm 2019 rằng họ dự kiến rằng mức giảm phát thải cacbon dioxide sẽ đạt từ 19 đến 26% từ năm 1990 đến cuối năm 2020, khiến nhà nước cần nhiều bước hơn để đảm bảo đạt được mục tiêu này. Các phán quyết của vụ kiện, trong khi yêu cầu chính phủ phải đáp ứng mức giảm 25%, đã không nêu rõ sẽ có hành động gì nếu chính phủ không đạt được mục tiêu đó. Người phát ngôn của Tổ chức Urgenda tuyên bố họ không đòi hỏi về các hình phạt đối với chính phủ nếu không thực hiện được mục tiêu đề ra, vì họ cho rằng "không có lý do gì mà chính phủ không tôn trọng phán quyết của tòa án công lý cao nhất ở Hà Lan".

### Toàn cầu
Phán quyết này không phải là phán quyết đầu tiên trong việc kiện biến đổi khí hậu, đã được công bố trước trên toàn thế giới như lần phán quyết vào năm 2015, được xem là thắng lợi của một vụ kiện sai lầm dân sự chống lại một chính phủ liên quan vấn đề biến đổi khí hậu để bảo vệ nhân quyền, còn gọi là công lý khí hậu. Phán quyết về vụ kiện ở Hà Lan đã dẫn đến các vụ kiện công lý khí hậu tương tự ở các quốc gia khác, bao gồm Bỉ, Pháp, Ireland, Đức, New Zealand, Anh, Thụy Sĩ và Na Uy.